# Perinaenia
Perinaenia là một chi bướm đêm đơn loài thuộc họ Erebidae. Chúng được tách ra từ chi Xestia, mặc dù nó có vẻ có quan hệ gần gũi.

## Các loài
- Perinaenia accipiter
- Perinaenia lignosa